# 小葉海金沙
小葉海金沙是香港常見海金沙科海金沙屬的攀援草本蕨類植物。分部地區包括台灣、福建、廣東、海南、廣西及雲南、印度、緬甸和馬來西亞。小葉海金沙樹皮富含樹脂，可以從傷口分泌乳狀樹液，蔓生攀援可高達7米。莖細而弱，葉薄革質，不育葉矩圓形羽狀，可育葉小羽片卵狀三角形。

## 入侵種
美國佛羅里達大沼澤公園面臨生態浩劫，迅速侵略與破壞當地生態系統，如野火燎原一般難以收拾。

## 外部連結
- 墾丁國家公園 （页面存档备份，存于）
- 小葉海金沙 Xiaoyehaijinsha （页面存档备份，存于） 藥用植物圖像資料庫 (香港浸會大學中醫藥學院) （繁體中文）（英文）